# Аппазов, Рефат Фазылович
Рефа́т Фазы́лович Аппа́зов (крымскотат. Refat Fazıl oğlu Appazov, Рефат Фазыл огълу Аппазов; 8 сентября 1920 или 1920, Симферополь — 18 апреля 2008 или 2008, Королёв, Московская область, Россия) — советский и российский учёный из крымских татар. Доктор технических наук, профессор, лауреат Государственной премии СССР (1980). Под руководством С. П. Королёва работал в ОКБ-1 над космической программой СССР.

## Биография
Родился 8 сентября 1920 года в Симферополе в семье крымских татар. Сначала учился в татарской школе-восьмилетке, а затем перешёл в ялтинскую русскую школу-десятилетку. В 1939 году окончил школу и поступил на факультет боеприпасов МВТУ им. Баумана. Во время Великой Отечественной войны вместе с институтом полтора года находился в Ижевске, где параллельно с учёбой работал фрезеровщиком на заводе. Во время депортации крымских татар Аппазов находился далеко от дома, поэтому его она не затронула.
В 1946 году он окончил учёбу и был направлен на работу в подмосковный Калининград (ныне Королёв) на бывший артиллерийский завод, преобразованный в Научно-исследовательский институт по ракетной технике. Ездил в командировку в Германию для изучения немецких ракет Фау-2, где познакомился с главным конструктором ОКБ-1 С. П. Королёвым. Работал под его руководством над космической программой СССР. В 1961—1988 годах был начальником отдела баллистики НПО «Энергия». С 1959 по 1993 года преподавал в Московском авиационном институте.
Участвовал в работе над созданием баллистической ракеты Р-1, первой советской ракеты с атомным зарядом, первого искусственного спутника Земли, первой межконтинентальной ракеты. Занимался подготовкой первого полёта человека в космос, работал над первыми спутниками связи, над проектами полётов к Луне, Венере и Марсу, над пилотируемыми и транспортными кораблями, над программой «Энергия-Буран».
С 1987 года принимал активное участие в крымскотатарском национальном движении. В 1990—1991 годах работал в Государственной комиссии по проблемам крымских татар под председательством В. Х. Догужиева. В 1991 году был делегатом Курултая крымскотатарского народа. В 1991—1995 годах входил в президиум Меджлиса крымскотатарского народа. Позднее был членом Правления землячества крымских татар Москвы. В 2001 году вышла его книга воспоминаний «Следы в сердце и памяти».
Умер в Королёве 18 апреля 2008 года. Похоронен в Крыму, согласно его завещанию.

## Награды и премии
- Государственная премия СССР (1980)[2][5]
- Премия имени Ф. А. Цандера РАН (1996) — за монографию «Баллистика управляемых ракет дальнего действия»[7]
- Орден Ленина[8]
- Орден Трудового Красного Знамени[8]
- Орден «Знак Почёта»[8]

## Сочинения
- Р. Ф. Аппазов, С. С. Лавров, В. П. Мишин. Баллистика управляемых ракет дальнего действия. — М. : Наука, 1966. — 307 с.
- Р. Ф. Аппазов. Расчет траекторий баллистических ракет. — М., 1969. — 65 с.
- Р. Ф. Аппазов, О. Г. Сытин. Методы проектирования траекторий носителей и спутников Земли. — М. : Наука, 1987. — 439 с.
- Р. Ф. Аппазов. Следы в сердце и в памяти. — Симферополь.: Издательство «ДОЛЯ», 2001. — 415 с.